# Territori Indígena Térraba
El Territori Indígena Térraba és una comunitat indígena costariquenya reconeguda per l'Estat i únic territori indígena de l'ètnia teribe. Va ser designat com a Reserva Indígena de Boruca—Térraba el 15 de novembre de 1956 pel decret executiu No. 34, després el seu territori es va expandir i va delimitar més àmpliament mitjançant decret executiu en 1993. En la comunitat habiten 1 267 indígenes i 817 no indígenes. Actualment s'utilitza el castellà per a ús comú, però prop del 9% de la població encara parla teribe. La comunitat va restablir el Consell d'Ancians, organització tradicional d'organització política i reconeguda per l'Estat mitjançant la Direcció nacional d'Associacions de Desenvolupament Comunal, la mateixa coexisteix amb l'Associació de Desenvolupament i existeix una polèmica interna en la comunitat sobre la legitimitat de la una o l'altra.